# Organiste
Pour les articles homonymes, voir Organiste (oiseau).
Pour les joueurs d'Orgue de Barbarie, voir tourneur.
 (septembre 2024).
Si vous disposez d'ouvrages ou d'articles de référence ou si vous connaissez des sites web de qualité traitant du thème abordé ici, merci de compléter l'article en donnant les références utiles à sa vérifiabilité et en les liant à la section « Notes et références ».

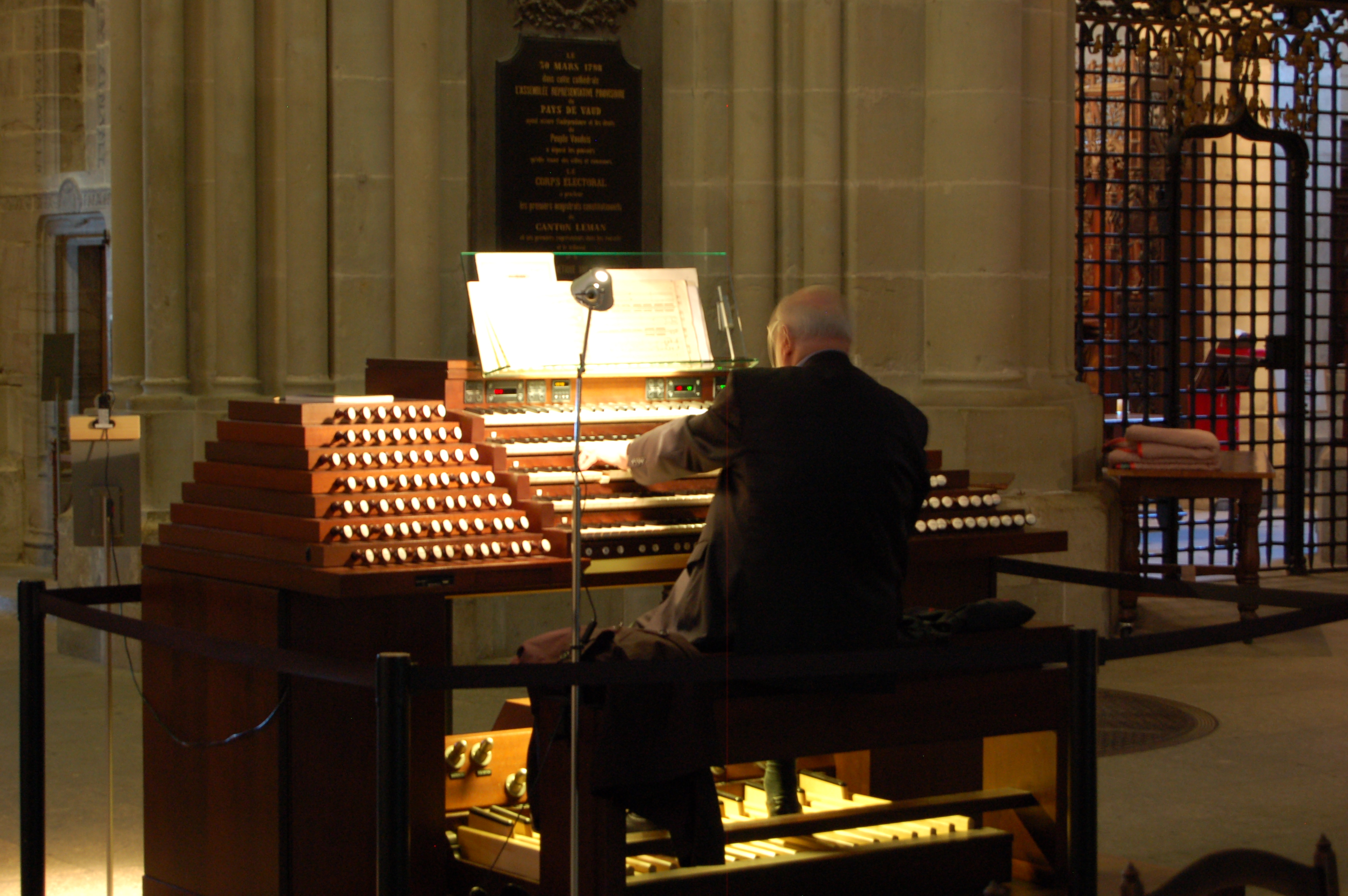
Un organiste à la cathédrale de Lausanne.

L’organiste est le musicien jouant de l'orgue. Quels que soient le genre et le lieu (sacré ou profane) dans lesquels il s'exprime, il recourt aux mêmes techniques et suit donc en grande partie la même formation. C'est ensuite la direction choisie qui le fait prendre des choix quant au répertoire et à l'utilisation de l'improvisation, discipline reine chez de très nombreux organistes.

## L’organiste classique

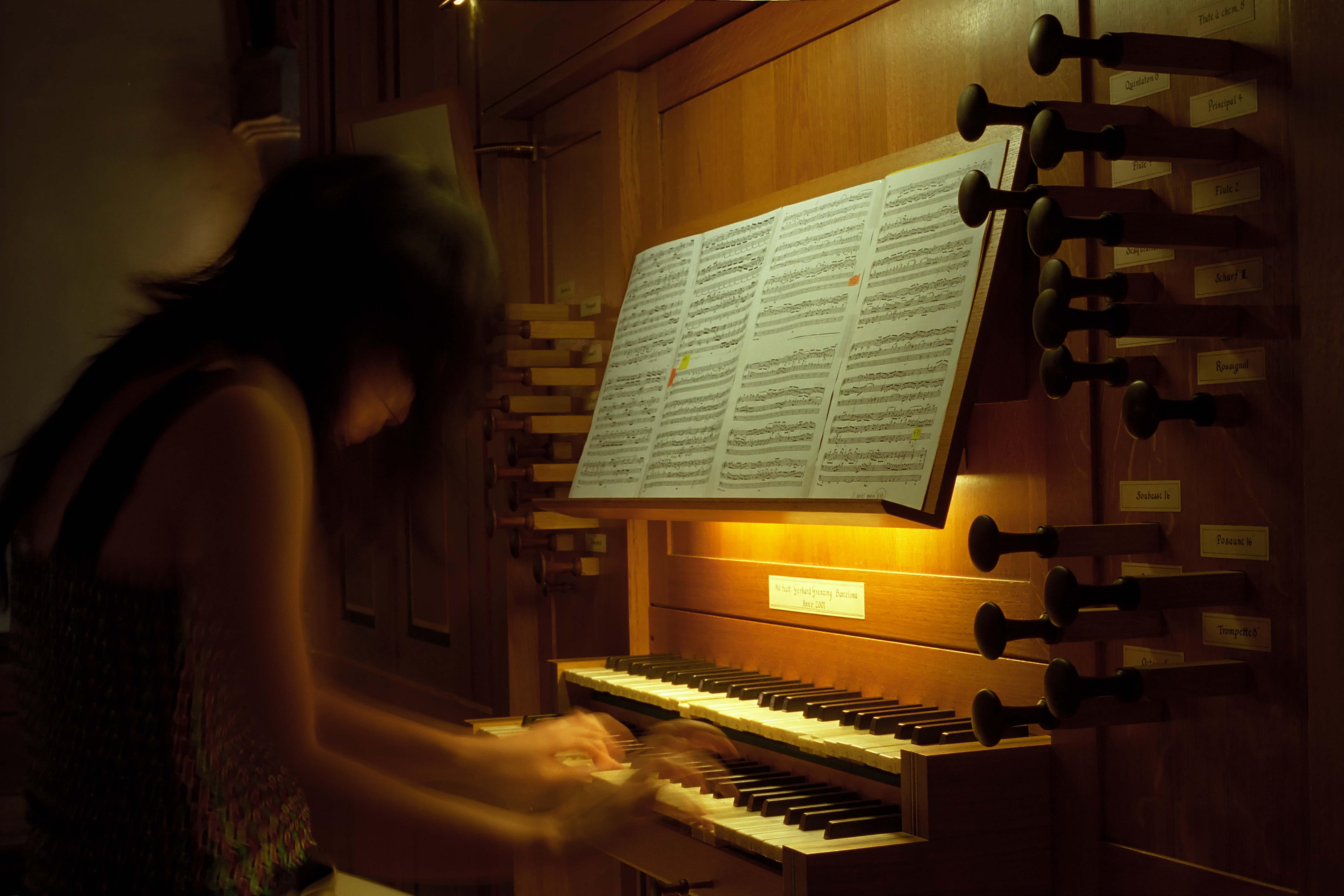
Organiste.

Le métier d'organiste classique est aujourd'hui le seul métier de musicien de service, parfois combiné avec le métier de chef de chœur (surtout dans les pays de culture germanique). En effet, la majorité des organistes classiques sont généralement titulaires d'un instrument installé dans un édifice religieux et sont rétribués pour accompagner les offices dans les rites catholique, anglican ou protestant. En règle générale, là où se trouve un orgue se trouve au moins un organiste titulaire. L'on trouve aussi, mais dans une moindre mesure, des orgues dans les synagogues (notamment l'orgue Cavaillé-Coll de la synagogue de Paris) et dans les temples de certaines religions mineures (notamment les mouvements à référent biblique, par exemple les adventistes et les mormons).
Les organistes classiques se divisent en deux catégories : liturgiques et concertistes.
L'organiste liturgique se consacre à l'accompagnement musical des offices religieux. Sa principale activité est l'accompagnement de la messe catholique ou du culte protestant ou anglican. Mais il a une fonction beaucoup plus populaire lorsqu'il accompagne un mariage ou un enterrement, rituels pour lesquels il existe une littérature spécifique et bien connue du public : les fameuses marches nuptiales et marches funèbres. D'autre part, l'organiste liturgique est souvent associé à d'autres activités musicales au sein de la communauté paroissiale et il peut donc être également maître de chapelle ou chef de chœur et dès lors diriger une chorale.

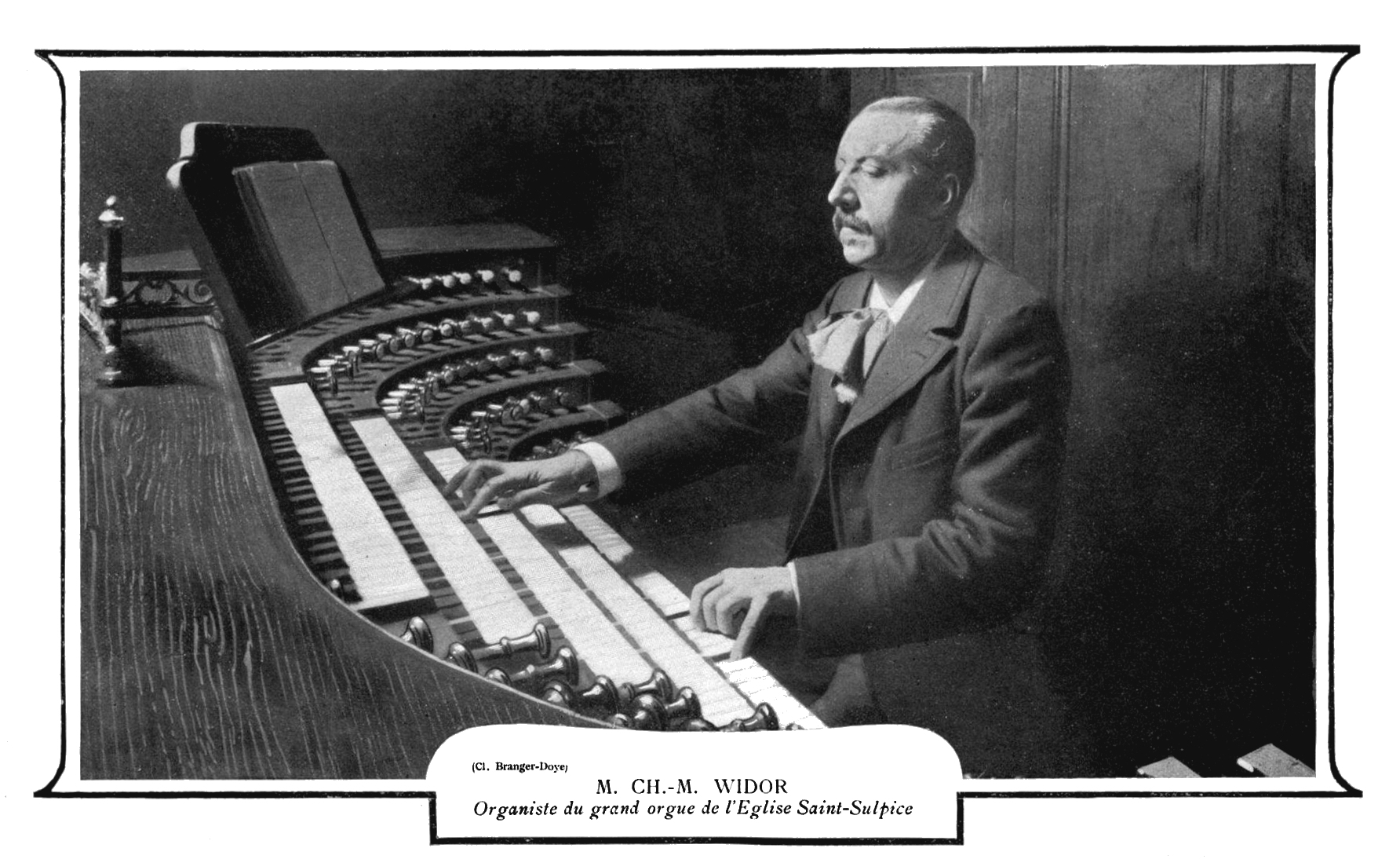
Charles-Marie Widor (1844-1937), organiste du grand orgue de l'église Saint-Sulpice de Paris.

L'organiste concertiste (on dit aussi « organiste récitaliste ») est assez souvent aussi organiste liturgique, mais il a suivi un cursus de musicien lui permettant de se produire en concert ou récital. Son activité sort donc du cadre cultuel et il se consacre principalement à l'interprétation, de même que tous les autres musiciens, ou de plus en plus fréquemment à l'improvisation : c'est à travers lui que l'orgue existe en tant qu'instrument soliste et que des œuvres du répertoire de l'orgue peuvent être entendues. C'est à l'organiste récitaliste que l'on fera appel pour jouer dans des salles de concert ou des auditoriums pourvus d'un orgue, ainsi que pour réaliser des enregistrements. Sa formation passe en France par une classe d'orgue dans un conservatoire ; dans les pays germaniques, les organistes sont formés à l'exercice professionnel de tous les besoins d'une communauté (orgue, improvisation, chant, direction de chœurs et d'assemblée, musique pop et jazz, etc.) au niveau licence et master, diplôme exigé pour travailler à plein-temps comme Kantor, et donc comme organiste. Dans ces pays, le cursus orgue seul est plutôt choisi par les étudiants étrangers.

## L’organiste de jazz
L'organiste de jazz est le musicien qui joue du jazz à l'orgue. En général, quand on parle de jazz à l'orgue, on sous-entend qu'il s'agit plutôt de l'orgue Hammond, c'est-à-dire un orgue électronique. Néanmoins, rien n'interdit de jouer du jazz sur un orgue classique et cela se fait couramment, surtout aux États-Unis et en Allemagne. Keith Jarrett a enregistré plusieurs CD dans lesquels il improvise sur un orgue à tuyaux.
En France, il n'existe qu'une seule classe d'orgue Hammond, située à Brive-la-Gaillarde et dirigée par Charles Balayer.

## Démographie des organistes

### Professionnalisation
En Suisse romande, l'Association des organistes romands estime à environ 30% la part de ses membres professionnels, le reste étant des amateurs.

### Structure par genre
En Suisse, la principale association d'organistes romands indiquent qu'en 2022 environ 35% de ses membres sont des femmes. Elle constate également que les tribunes les plus réputées sont généralement tenues par un homme et que les programmes de concerts mentionnent davantage les hommes que les femmes. La présidente de l'organisation explique que la proportion d'organistes femmes dans les paroisses est plutôt satisfaisante, mais que la difficulté réside dans l'accession de celles-ci aux tribunes prestigieuses, tribunes qui amènent également un surcroît de notoriété et de contacts facilitant d'autant plus l'évolution de la carrière (ex : davantage de concerts).
Les organistes suisses rejettent la responsabilité de l'enseignement dans cette difficulté. Plusieurs mentionnent ainsi l'égalité dans les programmes de formation à l'orgue pour les enfants. Les enseignants dans le supérieur indiquent également faire de l'égalité une pierre angulaire du cursus, tout en reconnaissant que des différences entre organistes hommes et femmes commencent à apparaître durant cette période. De l'avis global, la sur-représentation des hommes parmi les décideurs d'accès aux tribunes réputées explique en partie le phénomène. La maternité, en ce qu'elle nécessite un engagement temporel important pouvant être difficile à concilier avec les responsabilités multiples d'une grande tribune (culte, concerts, organisation de concerts, entretien de l'instrument, etc.), est également un facteur pointé du doigt.

## Organisation et représentation

### Suisse
En Romandie, l'Association des organistes romands (AOR) représente les organistes classiques amateurs ou professionnels.